# 壺中美人
『壺中美人』（こちゅうびじん）は、横溝正史の短編推理小説。「金田一耕助シリーズ」の一つ。

## 概要と解説
本作は、1960年（昭和35年）9月に刊行された作品。原型作品は『週刊東京』1957年（昭和32年）9月号に掲載された短編「壺の中の女」で、『支那扇の女』や『扉の影の女』と並んで、原型作品の短編から長編化された作品の一つである。
本文中、顔なじみの志村刑事が金田一を待っていたと記述されている個所に、角川文庫版では『支那扇の女』を参照するよう「注」がつけてあるが、本作の事件の発端が1954年（昭和29年）5月のできごとであるのに対し、『支那扇の女』は1957年（昭和32年）8月20日のことなので、時期に矛盾が生じている。原型作品と長編化のずれから起こったものといえよう。
警察関係者（山川警部補、志村刑事）など短編版では明確に描写されていない人物が、長編化により詳細に描写されているのは『支那扇の女』と共通しており、冒頭の走って逃げる若い女を追う巡査という場面も『支那扇の女』と共通している。

## あらすじ
1954年5月26日の深夜1時ごろ、成城の高級住宅地の一角で、夜間パトロール中だった巡査が刺されて重傷を負うという事件が起こった。巡査の証言によると、犯人はレインコートを着てサングラスで顔を隠した女で、レインコートの下から支那服のズボンがのぞいていたという。また同じ晩、現場のすぐそばにある屋敷で、井川謙造という画家が刺し殺されていた。井川は画家とは名ばかりで、多くの地所を財産として持ち裕福なことをいいことに、ほとんど絵を描きもせず、母屋とは別棟のアトリエの中2階に寝室を作り、そこにとっかえひっかえ女をひっぱりこんでいたらしい。井川はその夜もアトリエ内で女と過ごしていたらしく、寝室にあった死体には交渉の痕跡が残されていた。住み込みのばあやが目撃したところによると、犯人とおぼしき女は支那服のズボンのようなものを履いた姿で、血にまみれたパレットナイフを握りしめたまま、アトリエの一角に置かれていた支那焼の壺の中へ、身体をねじまげて入ろうとしていたところを見られたことに気づき、ドアから逃げ出したということであった。
成城署の山川警部補はばあやの証言を疑わしく聞くが、金田一耕助は、2か月近く前の4月5日、緑ケ丘のフラットで等々力警部とともに見たテレビのショーで、支那服を着た女が関節を折り曲げてくねくねと牡丹の模様の壺の中に入る曲芸を思い出す。しかもアトリエにある壺は、まさしく曲芸ショーで見た牡丹の模様の壺と同じものに思える。その壺は、陶器蒐集が趣味の井川が買い取ったもので、事件前日の夕方に届いてアトリエに置かれたばかりだった。
壺を井川に売ったのは楊祭典と楊華嬢で、金田一と等々力警部がテレビで見た曲芸ショーに出ていた中国人親子であった。しかし、刑事が楊を訪ねると、26日の夜から華嬢が帰ってこず、杳として行方が分らないのだという。
井川は2番目の妻マリ子と離婚調停中であった。マリ子の背中には無数の鞭の跡があり、井川のサディスティックな振る舞いに耐えかねて家を飛び出し、元ボクサーの世話になっていた。井川の実兄の虎之助は、マリ子が遺産目当てに井川を殺害したと主張するが、犯行が行われた夜、マリ子はそれまで一線を越えずにいた元ボクサーと一夜をともにしており、アリバイに不審な点はないようにみえる。
一方、重要容疑者の楊華嬢は、事件前夜、お座敷の後、中年男性が同乗する車に乗ってからの行方が一向に知れず、しかも彼女が犯人だとしても、動機がはっきりしないという状況であった。

## 登場人物
金田一耕助（きんだいち こうすけ）
私立探偵。
井川謙造
アトリエで殺された画家。陶器の蒐集家。サディスト。
井川治子
謙造の最初の妻。胸の病気で亡くなる。
井川マリ子
謙造の2番目の妻で離婚調停中。キャバレー「赤い鳥」の元ホステス。体中に傷跡がある。
梶原譲次
元ボクサーでキャバレー「赤い鳥」の用心棒。自称マリ子の旦那。
宮武たけ
井川家の女中。謙造を殺害した支那服の女の目撃者。
宮武敬一
たけの一人息子。呉服屋「紅屋」の店員。女性化していて番頭と関係があった。
近藤重吉
「紅屋」の元番頭。宮武敬一との関係が発覚し左遷される。
楊華嬢
楊祭典が拾った戦災孤児。壺の中に入る曲芸を仕込まれる。井川殺しの重要容疑者。
楊祭典
寄席芸人。中国人だが育ちは日本で、演芸集団出身。華嬢とは表向き親子だが、実際は夫婦関係にある。
村上マキ
楊祭典宅の住み込み女中。
井川虎之助
謙造の実兄で井川家当主。元は大地主だったが現在は斜陽族で、謙造に金の融通を頼んでいた。
山本藤兵衛（山本達吉）
洋物屋の旦那で華嬢のパトロン。通称「山藤」。華嬢の正体を知っている。
鈴木弁護士（鈴木隆介）
北川法律事務所の弁護士。「赤い鳥」の常連で梶原と懇意にしており、マリ子についても詳しい。
川崎巡査
成城警察署所属。パトロール中、レインコートの女に刺されて重体。
山川警部補
成城警察署の捜査主任。金田一とは顔なじみ。
志村刑事
成城警察署の刑事。金田一とは顔なじみ。
三浦刑事
成城警察署の刑事。
柴田刑事
成城警察署の刑事。
等々力警部
警視庁捜査一課所属の警部。金田一の相棒。
新井刑事
警視庁捜査一課所属の刑事。等々力警部の腹心の部下。

## 収録書籍
- 東京文藝社『続刊金田一耕助推理全集2 壺中美人』（1960年）
- 春陽文庫『壺中美人』（1997年）（ISBN 978-4-394-39520-1）
- 角川文庫 『壺中美人』（2022年改版）（ISBN 978-4-04-112355-3）

### 短編版
原型の短編「壺の中の女」は、以下の書籍に収録されている。
- 出版芸術社『金田一耕助の帰還』（ISBN 978-4-88293-117-1）
- 光文社文庫『金田一耕助の帰還』（ISBN 978-4-334-73262-2）